# 奥洛蒙
奥洛蒙（法語：Ollomont，法語發音：[ɔlɔmɔ̃]）是意大利瓦莱达奥斯塔大区的一个市镇。总面积53平方公里，人口156人，人口密度2.9人/平方公里（2009年）。ISTAT代码为007046。